# Клеопатра і Цезар (картина)
«Клеопатра і Цезар» (фр. Cléopâtre et César; також «Клеопатра перед Цезарем» — фр. Cléopâtre devant César) — картина французького художника Жана-Леона Жерома, написана ним 1866 року.

## Контекст

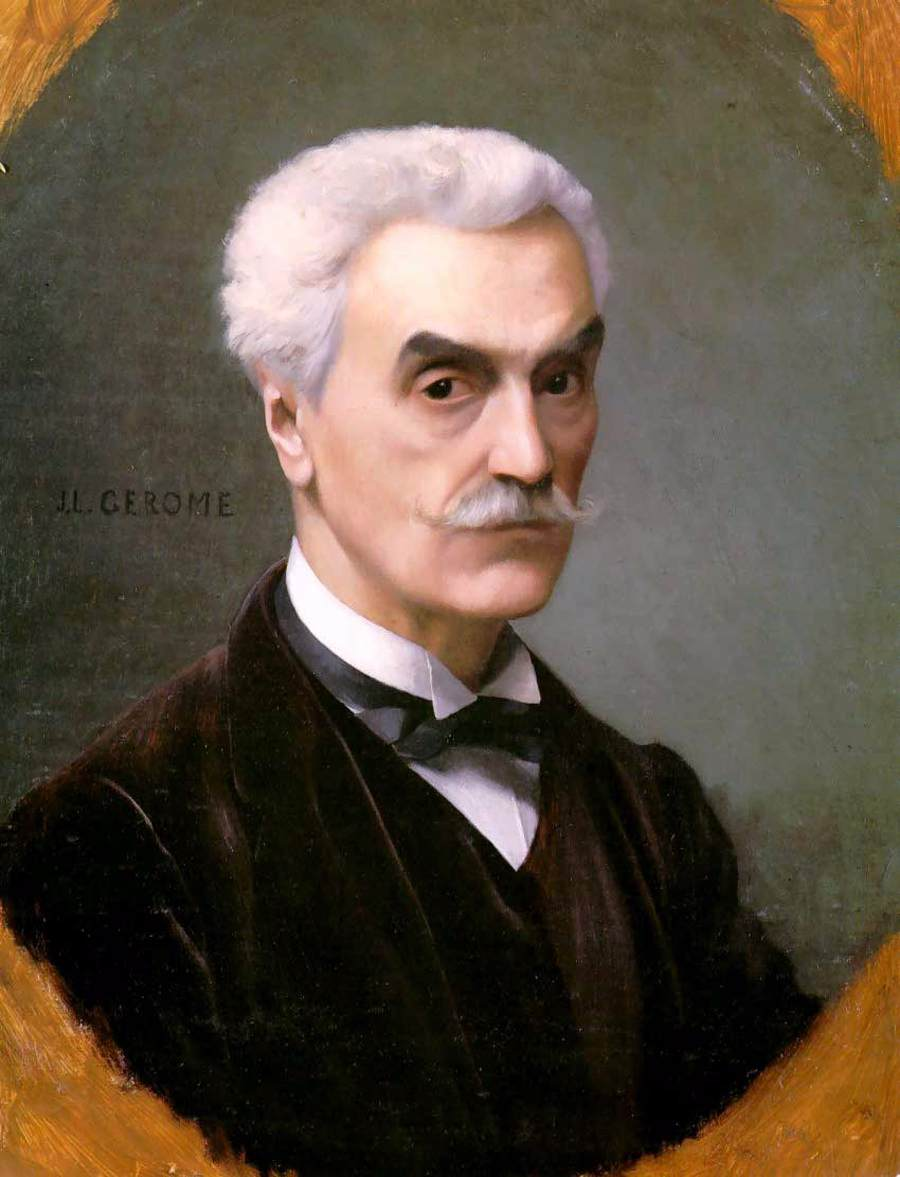
Жан-Леон Жером. Автопортрет, 1886 рік

Французький живописець і скульптор Жан-Леон Жером (1824—1904) багато подорожував по всьому Близькому Сходу, зокрема кілька разів бував в Єгипті, бувши лідером академічного художнього руху XIX століття, що спеціалізувався на орієнталістському і історичному живопису. У період, що став відомим кінцем неокласицизму і зростанням імпресіонізму, Жером, який був популярний у французькій аристократії, продовжував писати картини в реалістичному стилі з фотографічною точністю. Він став відомий зображенням оголених рабинь, сцен в гаремах, побуту простого люду і цілого ряду інших образів, які уособлювали стереотипи Сходу як суміші чуттєвості, занепаду і жорстокості.

## Створення та доля
У грудні 1860 французький письменник Проспер Меріме в листі Жану-Леону Жерому вперше запропонував йому створити твір на тему відносин Клеопатри і Цезаря. За основу картини Жером взяв сцену їх зустрічі, описану в творі «Порівняльні життєписи» грецького історика Плутарха (46—127), написаному більше ніж через сторіччя після цієї події. За даними історика Джорджа Вайтінґа з Університету Райса, коли 1857 року Жером відвідав Єгипет, «він придбав численні предмети місцевого колориту і точні деталі», згодом допоміг йому в роботі над картиною . Замовником картини виступила багата куртизанка Паіва, яка мала намір розмістити її в своєму будинку на Єлисейських полях.

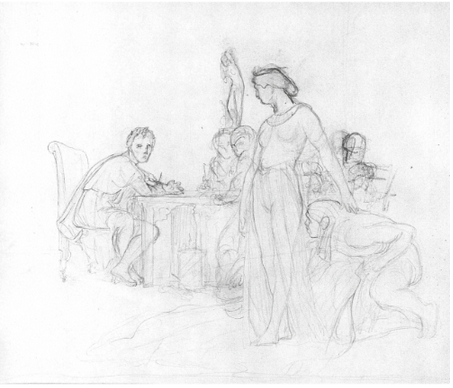
Ескіз Жерома (1865—1866 рр.)

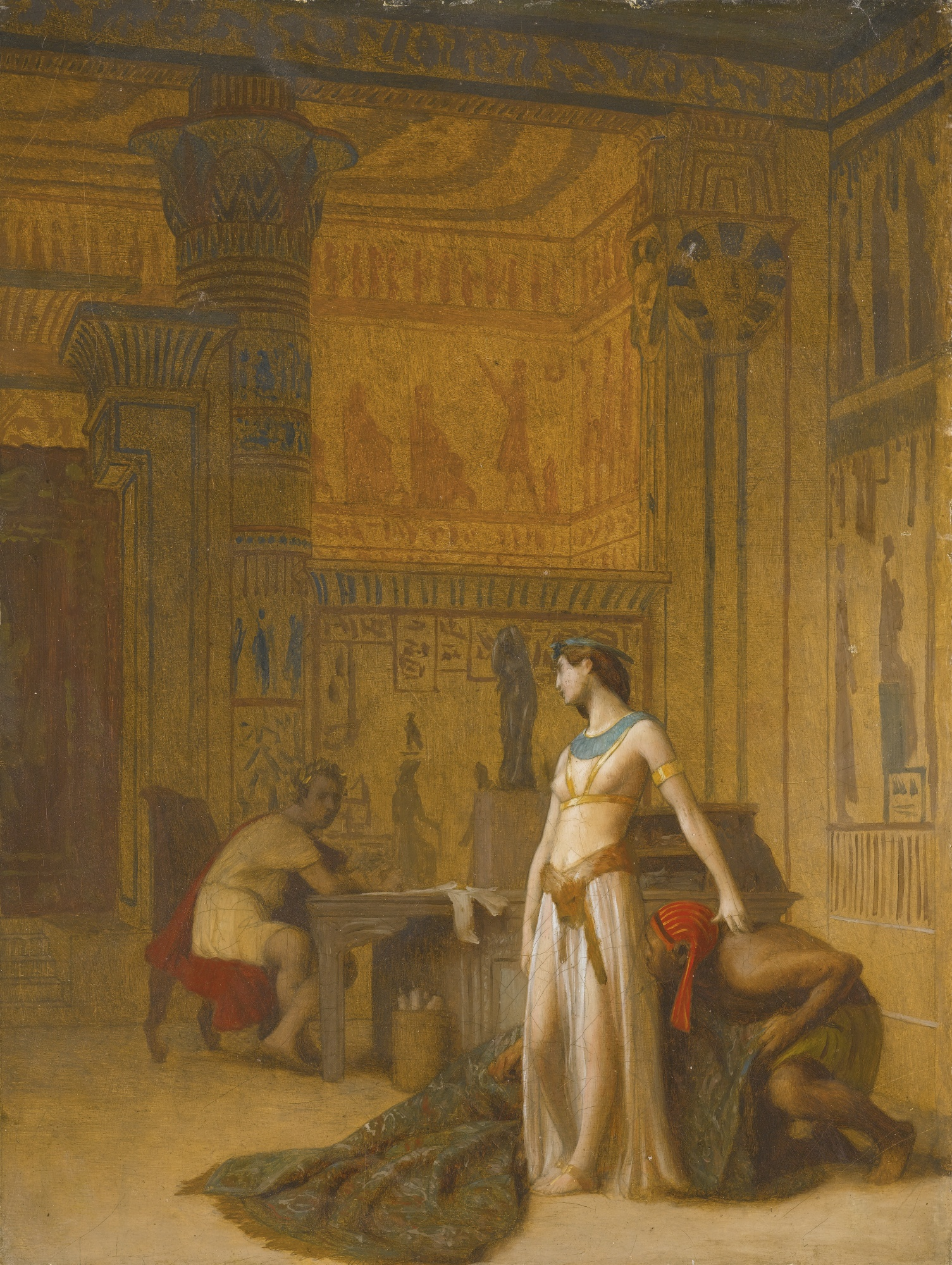
Одна з двох альтернативних версій картини (1866 р)

Жером зробив принаймні дві попередні роботи маслом і ряд начерків в рамках підготовки до написання основної картини. В одному випадку Клеопатра лежала на землі, тягнучись у напрямку до Цезаря поруч з стоячою на корточках Аполлодором. В іншому варіанті, виконаним перед остаточною версією, Цезар спостерігав за Клеопатрою, поклавши руки на стіл. На картині, завершеною 1866 року, Жером змінив положення Клеопатри, поставивши її з нахилом у ніг Аполлодором перед Цезарем, поруч з яким сидять чотири секретаря. Продовжуючи традиції каламбурів в своїх картинах, Жером на пряжці ременя Клеопатри зобразив голову лева, натякаючи на своє ім'я і власне відчуття сексуальної привабливості, а також на схильності мадам де Паіви. Фігури були зображені приблизно в половину натуральної величини, при розмірі картини 183 × 129,5 см. Фоном зустрічі Жером вибрав будівлю храму в Дейр-ель-Медини, взявши його зображення з видання «Опис Єгипту» (1809—1829). За даними американського мистецтвознавця Ерла Шінна, спочатку робота була написана маслом на шовку для того, що «зменшити або збільшити транспарентність на півдорозі до довгого салону» в особняку Паіва. Однак Паіві не сподобалася готова картина, і вона повернула її Жерому через занадто високу ціну. Після цього він переробив картину, підклавши під полотно ще одине полотно для міцності.
Після відмови Паіви картина була придбана Адольфом Гупілем (1806—1893), провідним художнім дилером XIX сторіччя у Франції і главою компанії «Goupil & Cie». Жером вперше зустрівся з Гупілем 1859 року, і 1863 року одружився з його дочкою Марі. «Клеопатра і Цезар» була однією з трьох робіт Жерома, представлених на Паризькому салоні 1866 року і виставлялася в Королівській академії мистецтв 1871 року під назвою «Клеопатра принесена Цезарю в килимі» (фр. Cléopâtre apportée à César dans un tapis). На той час, картина також відома під назвою «Клеопатра перед Цезарем» (фр. Cléopâtre devant César), стала вже всесвітньо відомою. До 1881 року робота знаходилася в оформленій Альбертом Гертлером картинній галереї банкіра і філантропа Даріуса Огдена Міллса в Мілбреї, поблизу Сан-Франциско (штат Каліфорнія, США). В наш час картина «Клеопатра і Цезар» знаходиться в приватній колекції в США.
У листопаді 2012 року один з начерків Жерома був виставлений на аукціон «Sotheby's» за 50 тисяч фунтів стерлінгів.

## Опис
Картина зображує події 48 року до н. е. 22-річна єгипетська цариця Клеопатра, яка перебуває в стані громадянської війни зі своїм молодшим братом і співправителем Птолемеєм XIII, постала перед поглядом римського полководця Юлія Цезаря, який за допомогою військової сили захопив її колишній палац. Слуга Аполлодор Сицилійський, пройшовши повз римську варти, таємно проніс Клеопатру всередину килима до палацу до Цезаря. Вона стоїть в майже невагомою одязі з масивними золотими прикрасами на самому краю килима і дивиться прямо на Цезаря, ніби намагаючись його підкорити. Лисіючий полководець сидить за столом поруч з чотирма своїми секретарями, майже зникаючи в тіні. Цезар в подиві підняв руки, в чому можна розгледіти його намір взяти цю ситуацію під свій контроль. Представлений нубійцем Аполлодор стоїть на корточках в рабській позі, схиляючись перед красою пані, уособленням чого став контраст між його смаглявою шкірою і королівської білизною цариці. Клеопатра зображена сильною і спокусливою, завдяки чому незабаром вона зробила Цезаря своїм коханцем і союзником.

## Сприйняття
У проєкті «The American Egyptomania» Університету Джорджа Мейсона картина описується як класичний приклад єгиптоманії, що містить «секс, рабство, наготу, і декаданс». Дослідник Люсі Гупер назвала її схожою з більш ранньої роботою Жерома «Фріна перед Ареопагом» (1861). Картина стала одним з двох популярних зображень Клеопатри XIX сторіччя разом з роботою Ежена Делакруа «Клеопатра і селянин» (1838).
Професійні відносини Жерома і Гупіля дозволили його картині стати об'єктом масового виробництва у вигляді гравюр і фотографій, які розповсюджуються серед все більш зростаючої кількості людей і вплинули на культуру Великої Британії та США. Картина стала натхненням для діячів образотворчого мистецтва, театру і кіно, зокрема Голлівуду. Її вплив простежується в ідеї і композиції роботи «Мрія Суламіф» (1934) американського художника Р. Г. Іва Геммелла. Вайтінг стверджує, що робота Жерома вплинула на п'єсу «Цезар і Клеопатра» (1898) ірландського драматурга Джорджа Бернарда Шоу, зокрема на сцену з килимом в III дії. Багато з картин Жерома вплинули на сцени кіно, що зображують давню історію.

## Історична неточність
У перекладі твору «Порівняльні життєписи» Плутарха, виконаному Джоном Ленґборном і його братом Вільямом, опублікованому 1770 року, при описі матеріалу, за допомогою якого Клеопатра проникла до палацу, вперше було використано слово «килим» в значенні «тканину з щільного матеріалу». Рівночасно, Плутарх писав про те, що нині відоме як речовий мішок, однак семантична зміна вживання слова наділила легенду іншим змістом, історично неточним, але ставши популярним в сучасній культурі багато в чому завдяки Жерому.